# Tephrina myosaria
Tephrina myosaria là một loài bướm đêm trong họ Geometridae.